# Naturschutzkomplex Zentralamazonien
Der Naturschutzkomplex Zentralamazonien, amtlich portugiesisch Complexo de Conservação da Amazônia Central, ist ein UNESCO-Weltnaturerbe in Brasilien, das im Jahr 2000 als Erweiterung des Jaú-Nationalparks gegründet wurde. 2003 wurde es um drei weitere Teilgebiete erweitert. Es ist eines der größten Naturschutzgebiete im Amazonasbecken und umfasst eine Fläche von 52.320 km² weitgehend unberührter tropischer Wildnis. Das Schutzgebiet zeichnet sich durch eine sehr hohe biologische Vielfalt aus. Das Gebiet liegt hauptsächlich am Zusammenfluss des Negro- und des Solimões-Amazonas.

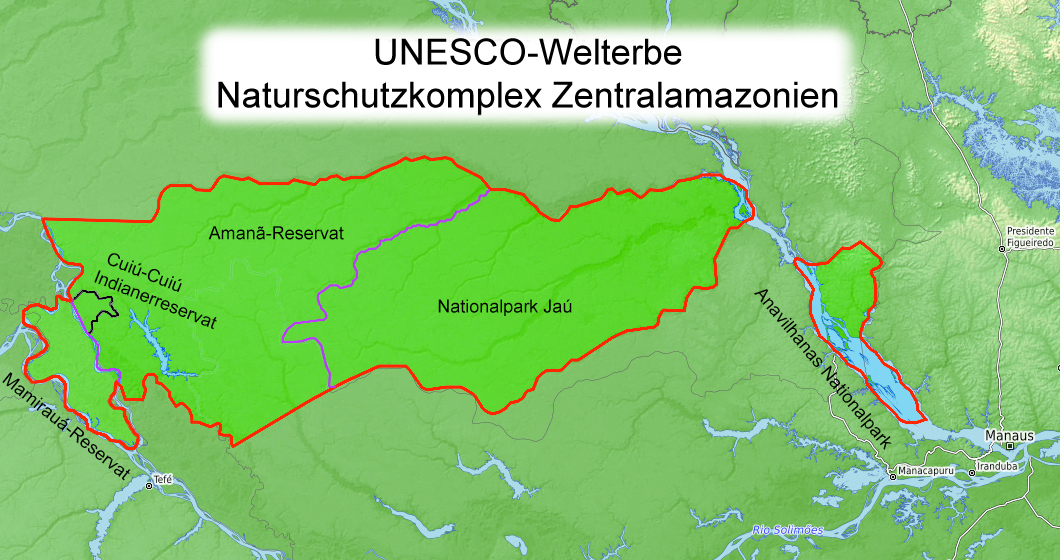
Karte des Schutzgebietes

## Flora und Fauna
Der Naturschutzkomplex enthält die meisten der im Amazonasgebiet erfassten Ökosysteme, darunter tropische Regenwälder, jährlich überflutete Várzea-Auensysteme, Igapó-Wälder, Seen und natürliche Kanäle, die zusammen ein sich ständig weiterentwickelndes Wassermosaik bilden.
Das Schutzgebiet besteht aus zwei getrennten Bereichen. Das östlich liegende, kleinere Gebiet – Anavilhanas-Archipel – ist eines der größten Flussarchipele der Welt, das sich unablässig verändert. Es beherbergt die größte Population des Zitteraales Electrophorus varii. Die Stätte schützt eine große Artenvielfalt, darunter seltene und gefährdete Arten wie den Arapaima (der größte Süßwasserfisch Südamerikas), die Amazonas-Seekuh, der Schwarze Kaiman, sowie der Amazonasdelfin und der Amazonas-Sotalia.
Insgesamt sind in diesem Schutzgebiet 120 Säugetierarten, 15 Reptilienarten, 411 Vogelarten und 320 Fischarten zu finden. Das sind 60 % der Fischarten, die im Wassereinzugsgebiet des Negro-Flusses leben und 60 % der im zentralen Amazonasgebiet registrierten Vögel. Unter den Säugetieren sind vor allem der Riesenotter, der Jaguar und einige gefährdete Primaten wie der rote Uakari und der dunkle Totenkopfaffe zu nennen. Zentralamazonien ist zudem ein Zentrum der Pflanzenvielfalt und zeichnet sich durch eine hohe Zahl endemischer Arten aus.

## Bevölkerung

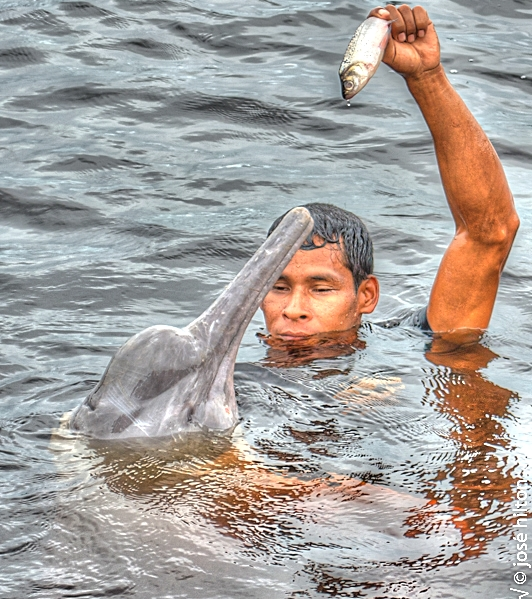
Indigener mit zahmem Flussdelphin

In den Grenzen des Gebietes leben einige tausend Menschen, so eine Gruppe des indigenen Volkes der Miranhas im Indianerreservat Cuiú-Cuiú. Alle Bewohner der Region leben von Subsistenzwirtschaft und sind demnach von intakten Ökosystemen abhängig. Bislang sind sie jedoch nicht in Planung oder Verwaltung des Schutzgebietes involviert.